# Tuf wulkaniczny

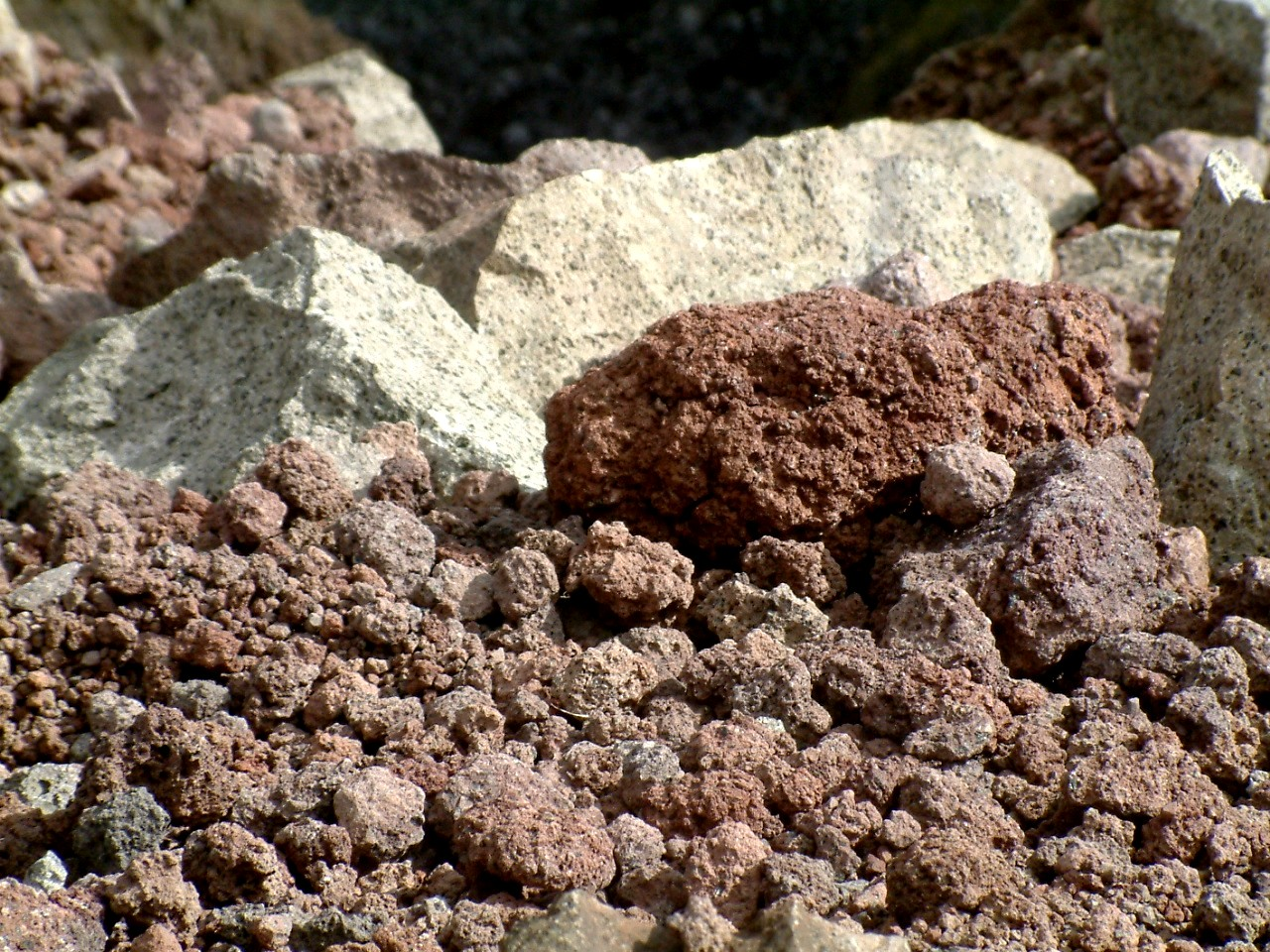
Tufy na zboczach Wezuwiusza

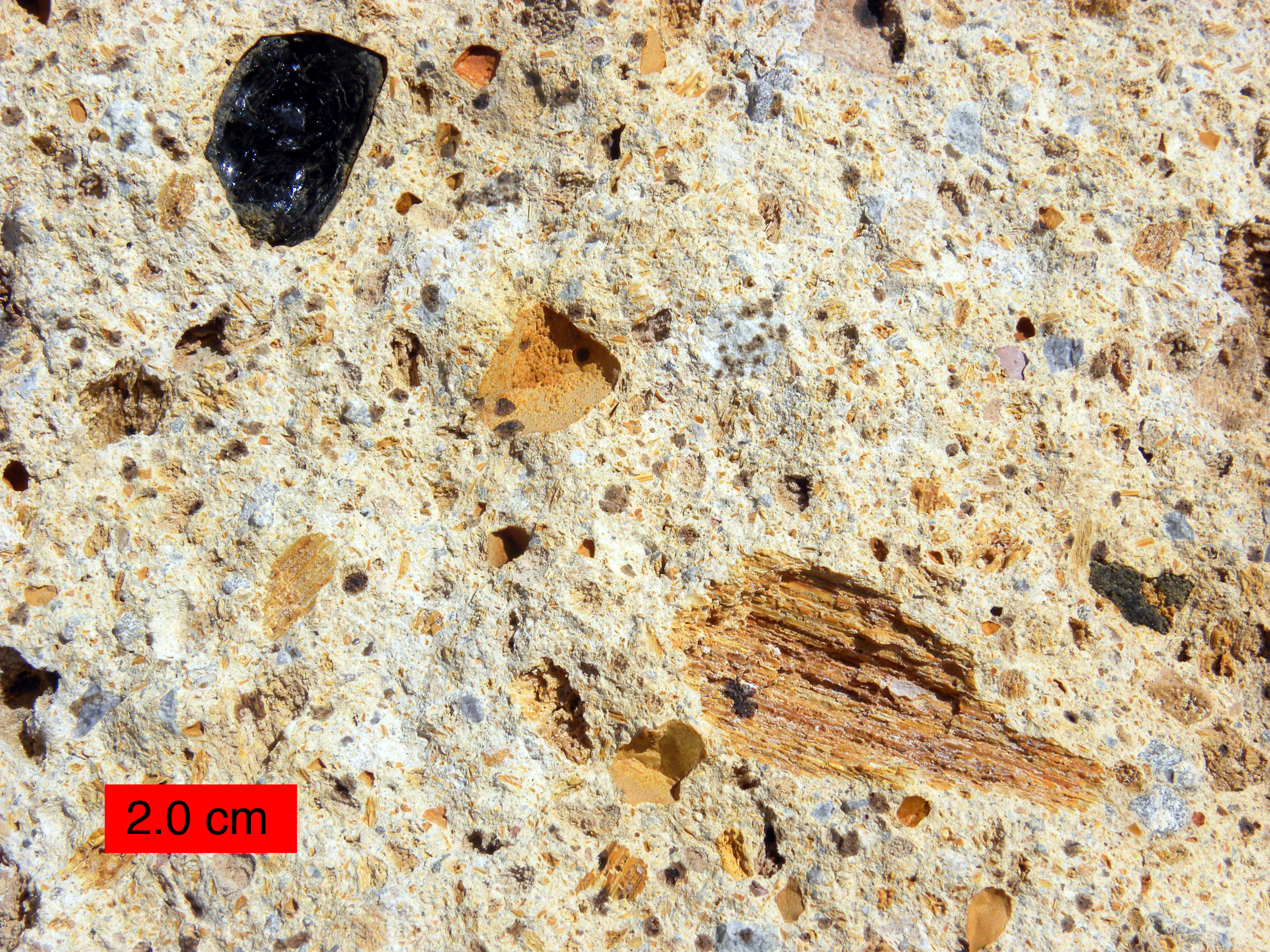
Kalifornijski tuf wulkaniczny datowany na 18,5 miliona lat.

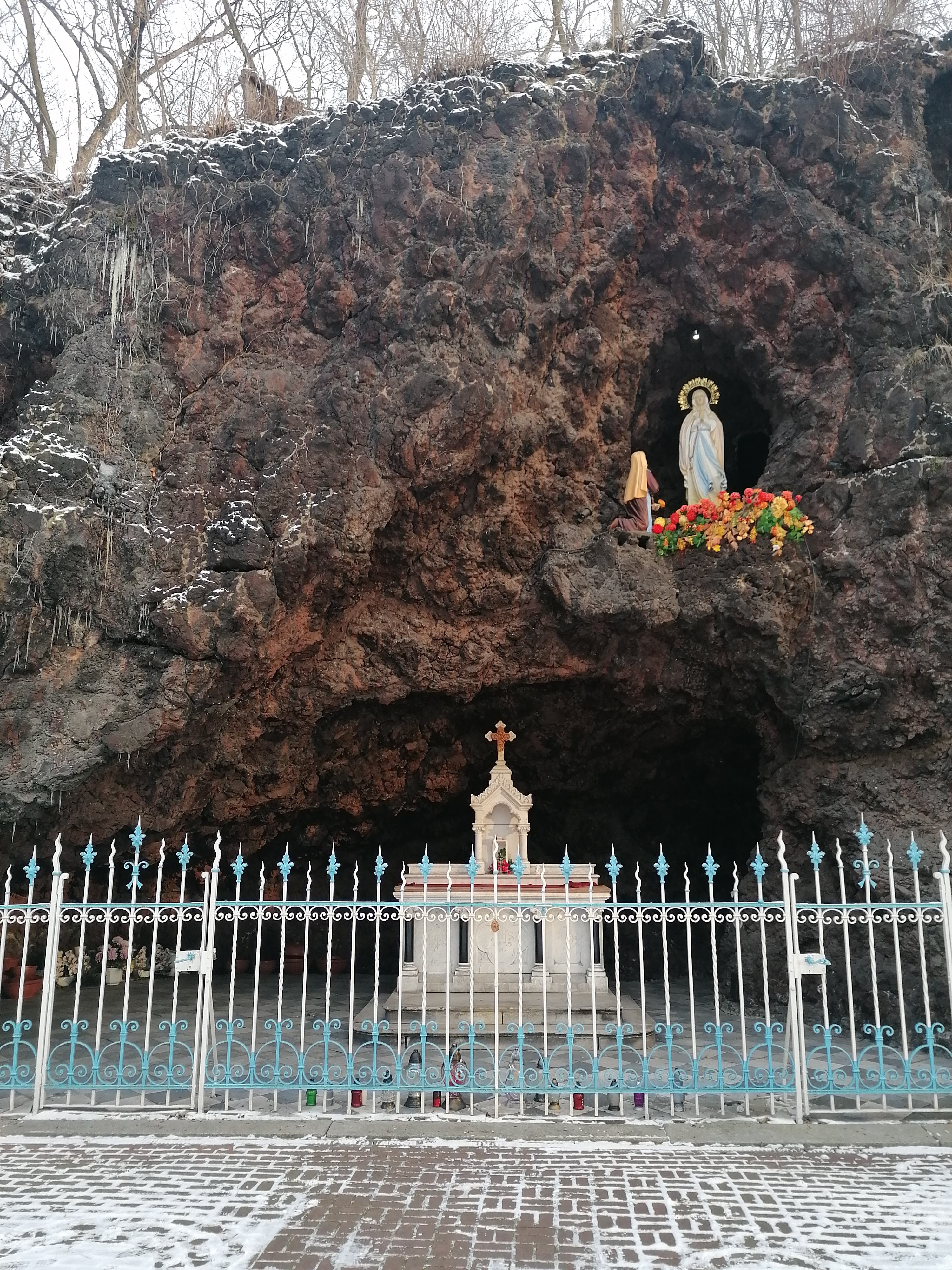
Sztuczna grota z tufu w Katowicach.

Tuf, tuf wulkaniczny – rodzaj lekkiej, zwięzłej, zazwyczaj porowatej skały osadowej należącej do skał piroklastycznych. 

## Skład
Składa się z materiału piroklastycznego (gł. piasku i popiołu wulkanicznego, często z domieszką innego materiału okruchowego, scementowanego np. spoiwem krzemionkowym lub ilastym. Tufy są skałami o dużej porowatości, mogą mieć równoległą teksturę odpowiadającą etapom sedymentacji materiału skalnego. Występują razem ze skałami wylewnymi lub w obrębie serii osadowych.
W Polsce tufy występują w obszarach dawnej aktywności wulkanicznej; spotykane są przede wszystkim w Sudetach (w okolicach Wałbrzycha, Lubania i Nowej Rudy) oraz w południowej części Wyżyny Krakowsko-Częstochowskiej (w okolicach Krzeszowic – tufy filipowickie z dolnego permu).

## Podział ze względu na składlitologiczny
- tuf andezytowy
- tuf bazaltowy
- tuf ryolitowy
- tuf trachitowy
- tuf ryodacytowy
- i inne

## Zastosowanie
- materiał budowlany
- składnik fango